# Haparanda
För andra betydelser, se Haparanda (olika betydelser).
Haparanda (meänkieli och finska: Haaparanta) är en tätort i Norrbotten och centralort i Haparanda kommun i Norrbottens län. Haparanda är Sveriges östligaste tätort.

## Etymologi
Namnet är en svensk form av meänkielis Haaparanta som betyder ’Aspstrand’, där haapa betyder 'asp' och ranta betyder 'strand'. Ranta har i sin tur har ett germanskt ursprung (strand → ranta).

## Historia

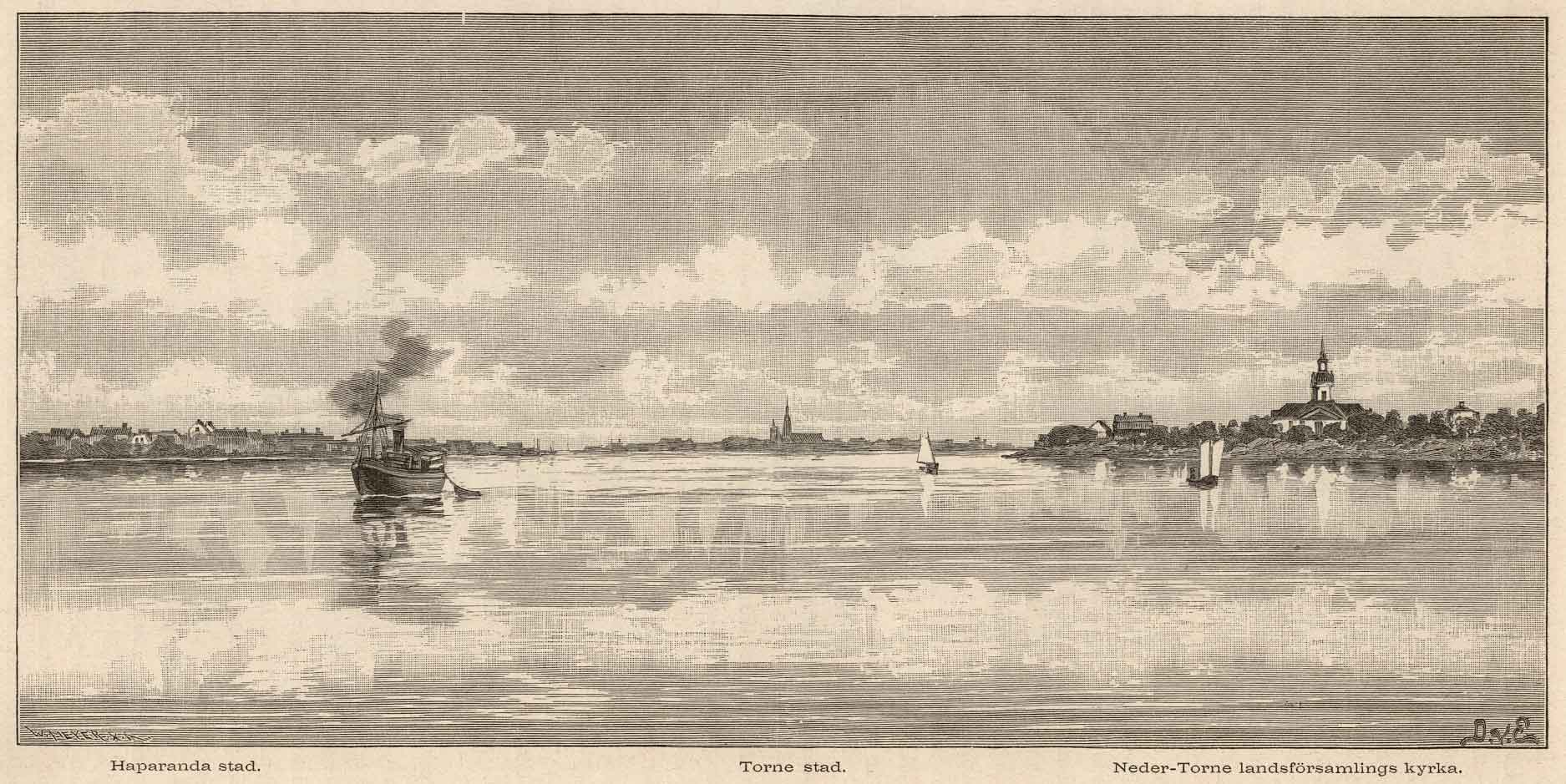
Torne älvs mynning.
Träsnitt från 1888 efter målning av Didrik von Essen.

Torneå var en av Nordkalottens mest kända marknadsplatser redan under medeltiden. Torneå stad grundades 1621 och växte till en stor handelsstad. Vid fredsavtalet efter finska kriget 1809 förlorade Sverige hela Finland samt en del av det egentliga Sverige genom en ny gränsdragning som drogs längs Torne älv och Muonioälven. Haparanda by med sju bondgårdar låg på den svenska sidan av Torne älv, medan Torneå hamnade på den ryska sidan. Haparanda by hade fördelen av närhet till Torneå, den nya riksgränsen och därmed även tullstationen.
För att ersätta den förlorade staden Torneå skulle en ny stad grundas i Tornedalen, vid namn Karl Johans stad. Privilegiebrev och stapelstadsrättigheter utfärdades i Örebro den 20 maj 1812, dock bytte staden redan den 26 juni 1821 namn till Haparanda, enligt beslut av Kungl. Maj:t. Denna stads anläggning, vid den nuvarande tätorten Nikkala väster om Haparanda, blev dock ett misslyckande. Enligt landshövdingens femårsberättelse 1817-1821 hade staden endast 23 invånare. Istället kom förslag från riksdagsmannen Johan Jakob Rutberg från Kalix (far till senare riksdagsmannen Johan Rutberg) om att flytta staden till platsen där Haparanda by låg. Då kungen inte biföll detta, bestämde Kungl. Maj:t som kompromiss att en köping med stapelstads- och handelsrätt vid namn Haparanda skulle grundas vid byns plats den 6 december 1821. Stadens utveckling hade samtidigt vid det här laget helt stagnerat. Så bedrövlig var stadens situation, att landshövdingen skrev i femårsberättelsen 1832-1836 att "Haparanda Stad existerar blott till namnet".
Där staden hade misslyckats, lyckades köpingen bättre. Inköpet av mark till köpingen från Haparanda by undertecknades den 10 mars 1828 och utvecklingen skedde snabbt. 1831 fanns det 127 personer skrivna i köpingen, 1836 hade antalet nästan dubblerats till 243 invånare. Sommaren 1842 ansökte borgerskapet om stadsrättigheter för köpingen, och så blev det. Haparanda köping fick stadsprivilegier och stapelrätt den 10 december 1842, samtidigt som dessa motsvarande som utfärdats 1812 för Karl Johans- och Haparanda stad drogs in
Haparanda by fortsatte ännu länge att existera som by utanför det egentliga stadsområdet; köpingen/staden var i så måtto en ny ort.
1874 inrättades ett småskollärarseminarium för undervisning vid de mindre folkskolorna i de finsktalande församlingarna runt Haparanda. Det fanns en militär gränsbefälhavare i Haparanda till 1881.[källa behövs]

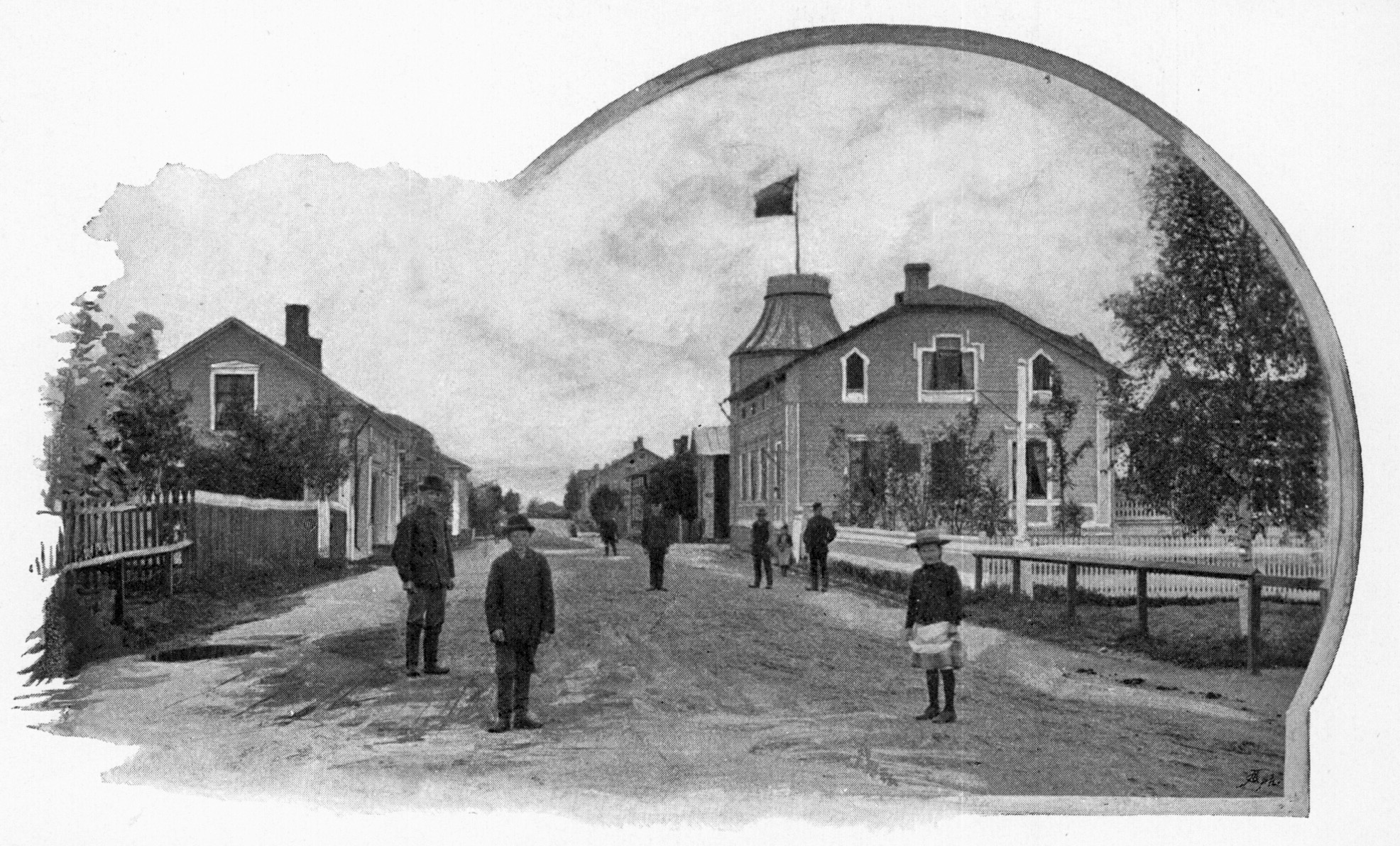
Gata i Haparanda. Foto 1896.

### Språkutvecklingen under 1800-talet
Språkligt och kulturellt blev ortens befolkning annorlunda sammansatt än den i stort sett enspråkigt finska landsbygden runtomkring (även på den svenska sidan av gränsen). Då förutom tornedalingar även många borgare och hantverkare från svensktalande trakter, exempelvis Nederkalix, men även från andra delar av Sverige och från Torneå (som hade en stor svenskspråkig befolkning vid denna tid), slog sig ned i staden, blev svenska redan vid mitten av 1800-talet det dominerande språket.

### 1900-talet
I båda världskrigen spelade Haparanda en viktig roll för olika sorters gränsaffärer, inte minst för mottagande av flyktingar. 

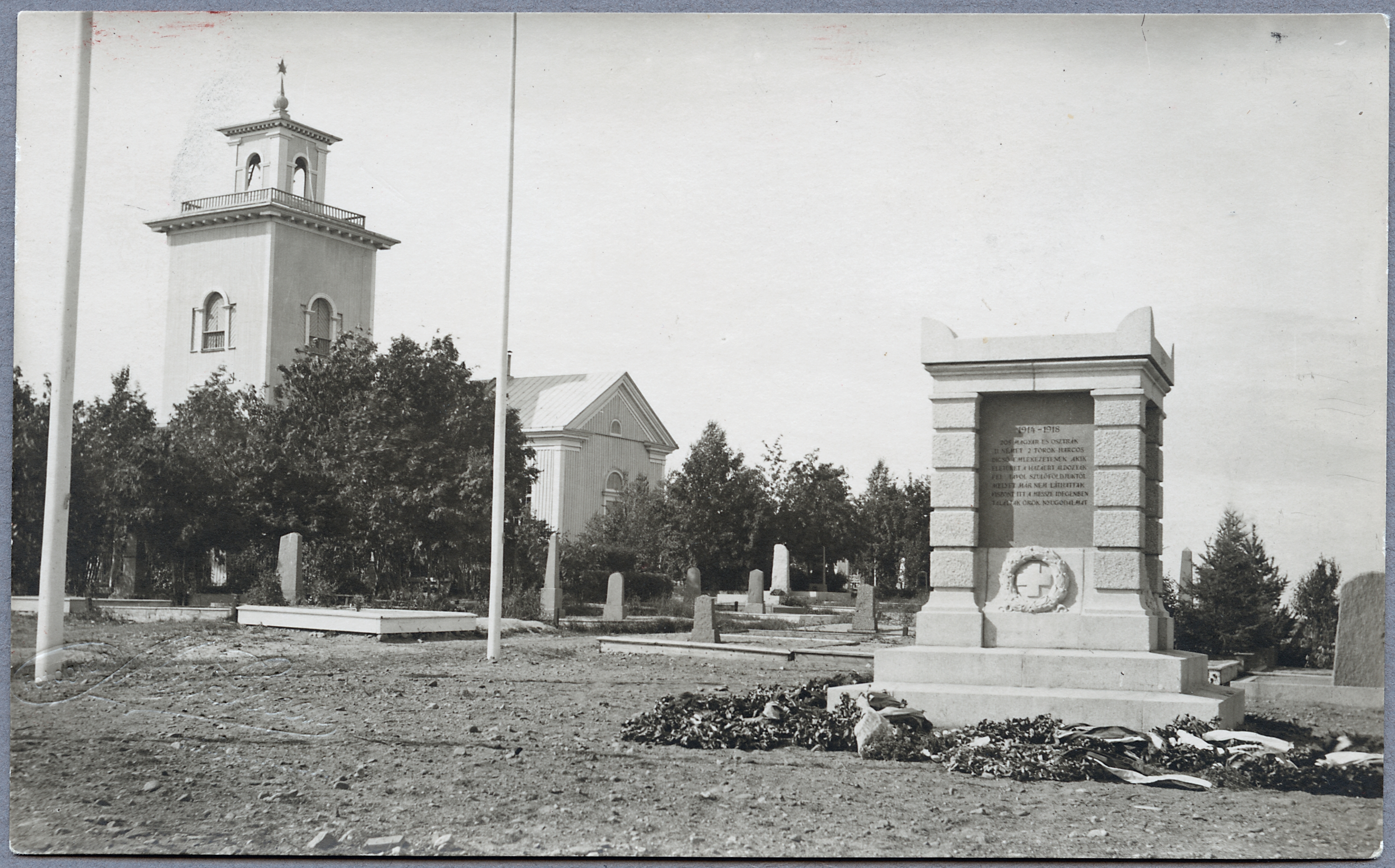
Monument över fallna militärer från första världskriget. Monumentet invigdes den 20 juli 1919.

På kyrkogården invigdes 1919 ett invalidmonument, till minne av 205 österrikare, 11 tyskar och 3 turkar, som avled under invalidtransporterna under första världskriget. År 1915 anslöts Haparanda via Karungi till det svenska järnvägsnätet. År 1919 öppnades direkt järnvägsförbindelse med Finland, sedan järnvägsbron över Torne älv blivit färdig. 1930 förenades Torneå och Haparanda med en landsvägsbro. Tidigare hade endast en gångbro av trä funnits över älven; den Handolinska bron.
1927 hölls en lantbruksutställning i Haparanda under dagarna 2-10 juli.
Haparandas hamn var tidigare belägen i Salmis men 1933 färdigställdes en ny hamn vid före detta Karl Johans stad, 15 kilometer västsydväst om Haparanda.
Torneå och Haparanda har under efterkrigstiden så småningom utvecklats till systerstäder. Riksgränsen mellan städerna har på senare tid kallats för ”världens fredligaste gräns”.

### Språkutvecklingen under senare tid
Under modern tid har finskan fått ett allt starkare fäste i Haparanda, framförallt på grund av inflyttning från Finland och av sverigefinländare från södra Sverige. Majoriteten av Haparandas befolkning har minst en förälder född i Finland. Det finns därför sedan 1980-talet en språkskola där undervisningsspråken är finska och svenska, och samarbetet med Torneå är allt mer intensivt och djupgående. Haparanda kommun är även en del av det territorium där finska och meänkieli har officiell status som områdets minoritetsspråk.

### Administrativa tillhörigheter

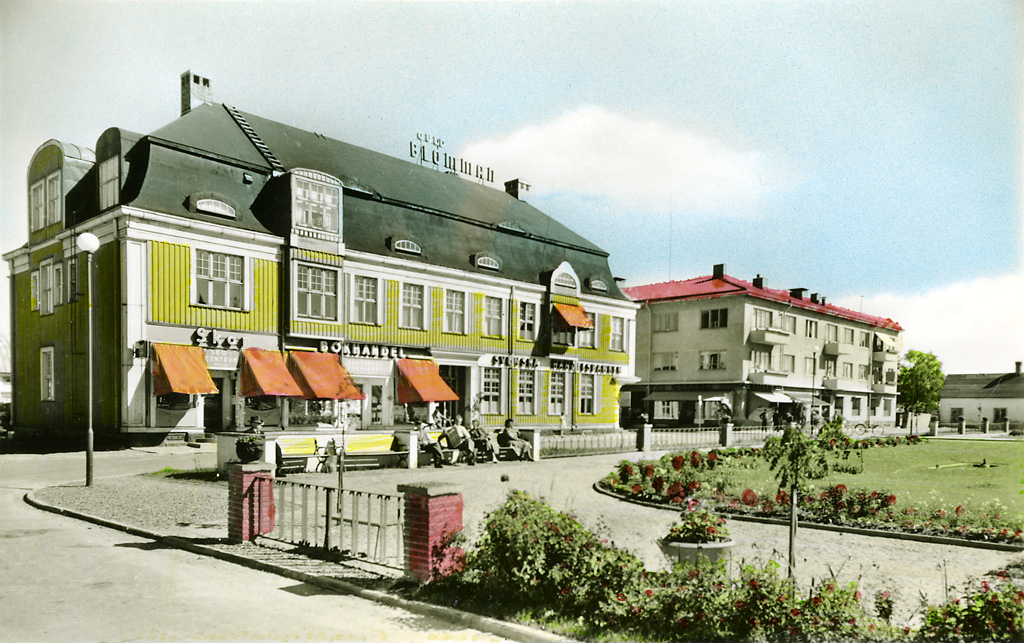
Vykort från torget i Haparanda från mitten av 1900-talet.

Haparanda stad som tidigt låg utanför orten bildades 1842 i Nedertorneå socken och ombildades till en stadskommun vid kommunreformen 1862. Staden utökades 1967 med Nedertorneå och Karl Gustavs landskommuner och ortens bebyggelse omfattade därefter bara en mindre det av stadskommunens yta. 1971 uppgick Haparanda stad i Haparanda kommun med Haparanda som centralort.
Haparanda har hört till Nedertorneå församling, från 13 april 1928 benämnd Nedertorneå-Haparanda församling. Haparanda tillhör sedan 2010 Haparanda församling.
Haparanda ingick till 1919 i Nedertorneå tingslag (före 1907 benämnd Nedertorneå och Karl Gustavs tingslag) och därefter till 1971 i Torneå tingslag. Haparanda ingår sedan 1971 i Haparanda domsaga.

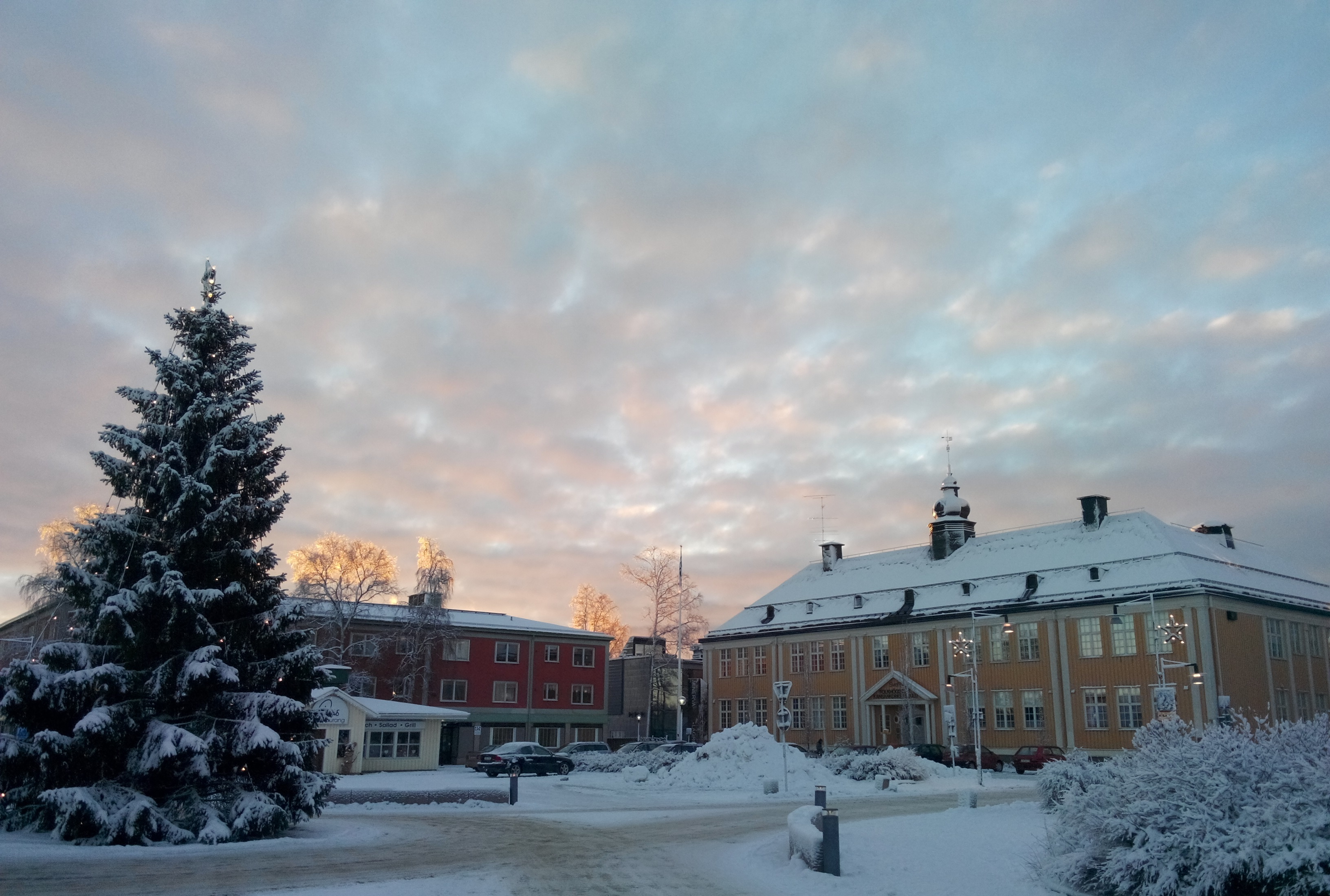
Sverigefinska folkhögskolan i vinterskrud.

## Geografi
Staden ligger alldeles invid riksgränsen mot Finland och gränsar direkt till den finländska staden Torneå. Haparanda är Sveriges östligaste fasta punkt. De två orterna/kommunerna kallade sig under en period kring år 2000 tillsammans för EuroCity men övergick senare till beteckningarna Haparanda-Tornio (i Haparanda) respektive Tornio-Haparanda (i Torneå). Dessa beteckningar innehåller båda städernas namn på respektive kommuns huvudspråk.
Mellan Haparanda och Torneås stadskärna avviker riksgränsen från Torne älvs huvudfåra, och går i stället i en tidigare bifåra till älven. Bifåran har antagit karaktären av en vik (Stadsviken). En del av viken har fyllts ut och skall bebyggas med främst affärslokaler i en ny satsning, med bland annat Victoriatorget som korsas av riksgränsen. Huvuddelen av stadsbebyggelsen i Haparanda ligger dock längre söderut, närmare Torne älvs mynning i Bottenviken.

## Ekonomi och infrastruktur

### Näringsliv

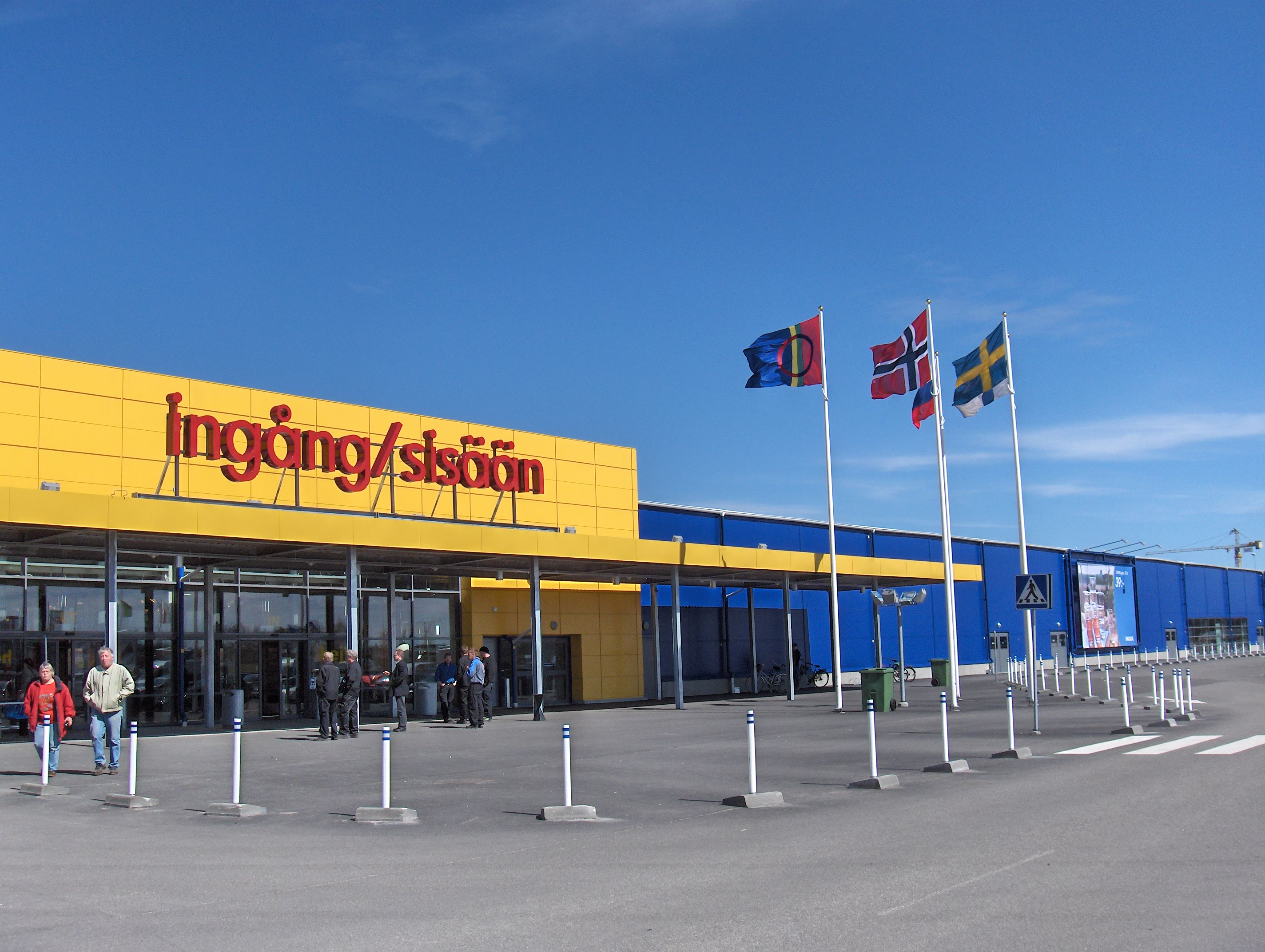
Ikea-varuhuset i Haparanda.

Den 8 juni 2005 blev det klart att Ikea valt att etablera sig i Haparanda. Invigningen skedde den 15 november 2006. Det är världens nordligaste Ikeavaruhus, och Sveriges 16:e. Eftersom Haparanda är gränsstad och ofta förknippas med sin systerstad Torneå (finska Tornio) har varuhusets namn blivit Ikea Haparanda-Tornio, och det marknadsförs som ”världens mest internationella Ikea”. Tillsammans med övriga väntade etableringar betyder det att Haparandas andel av handelsströmmarna på Nordkalotten väntas öka kraftigt. 
Förutom Ikeavaruhuset på 24 500 kvadratmeter (vilket är ett normalstort Ikeavaruhus) planeras byggnad av ytterligare mer än 100 000 kvadratmeter shoppingyta på svensk och finländsk sida av gränsen. Man har beräknat att kunder från närregionen inom en radie på 14 mil, vilken inkluderar närmare en halv miljon människor, skall kunna lockas till Haparanda. Räknar man in befolkningen inom 30 mils radie skulle man nå en miljon människor. Ikeas styrelse ville egentligen inte bygga varuhuset då deras regel är att det ska bo 300 000 personer inom tio mils radie (Luleå, Boden, Rovaniemi och Uleåborg ligger alla 12–14 mil från Haparanda) samt att transporter till Haparanda är kostsammare. Invånarna i denna region är dock vana vid långa avstånd och beslutet om etablering fattades av Ingvar Kamprad personligen. EU:s momsunion har möjliggjort etableringen – innan dess fick man inte ta varor värda mer än ett par tusen svenska kronor från Sverige in i Finland utan att betala finländsk moms i tullen och vice versa.
Det har funnits uppgifter att Haparanda kommun har infört euro som en andra officiell valuta. Det har man inte, kommuner får inte göra så i Sverige. Kommunen försökte införa möjlighet att få lön i euro, men det tilläts inte, all bokföring och löneredovisning måste göras i kronor i hela Sverige, även för företag. De flesta butiker i Haparanda accepterar dock euro som kontant betalning.

### Infrastruktur

#### Transporter

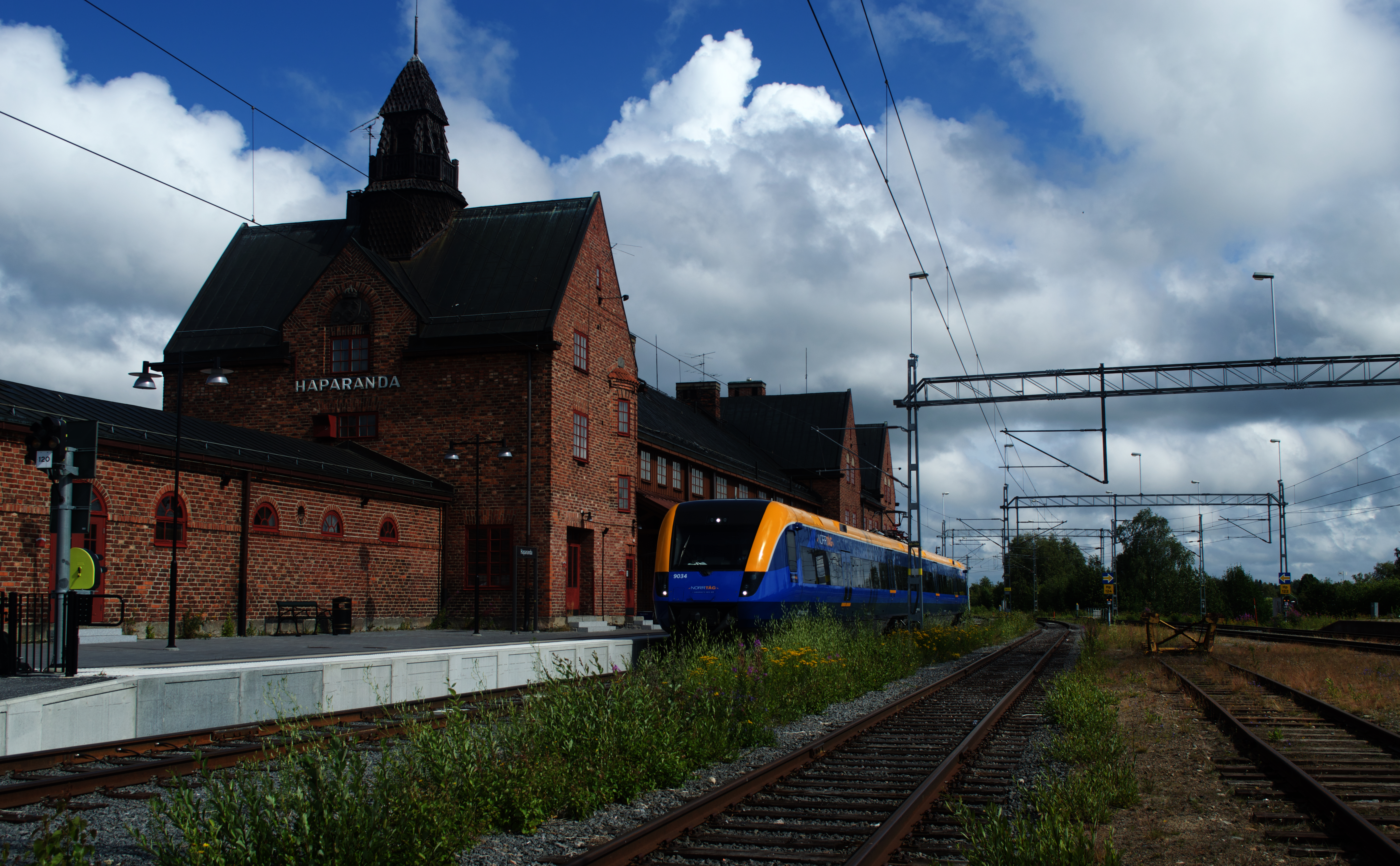
Järnvägsstationen i Haparanda

Den viktigaste vägen genom Haparanda är Europaväg 4. Haparanda skyltas på E4:ans sträckning från Sundsvall och norrut. Riksväg 99, Norrskensvägen, börjar i Haparanda och går norrut.
Busslinjen Norrlandskusten går mellan Haparanda och Umeå. Haparanda och Torneå har en gemensam busstation nära gränsen på den svenska sidan.
Haparanda har persontrafik på järnväg som går till Kalix, Boden och Luleå. Tågen går på den delvis nybyggda Haparandabanan.
Närmaste flygplats är Kemi-Torneå flygplats i Finland, cirka 25 kilometer bort, där det finns flyglinjer till Helsingfors. Närmaste svenska flygplats är Luleå-Kallax flygplats, cirka 130 kilometer bort, där det finns flyglinjer till bland annat Stockholm.

#### Utbildning
Språkskolan är en grundskola i Haparanda som har elever från båda länderna, det vill säga att ungefär hälften av eleverna på skolan bor i Finland, och den andra hälften i Sverige. Reglerna är strikta om att man skall kunna finska om man vill börja studera på Språkskolan i mellan- och högstadiet, något som dock inte gäller för nuvarande högstadieelever om man börjat i lågstadiet.[källa behövs] I Haparanda ligger också Sverigefinska folkhögskolan.

## Befolkning

### Befolkningsutveckling
| Befolkningsutvecklingen i Haparanda 1960–2020               | Befolkningsutvecklingen i Haparanda 1960–2020 | Befolkningsutvecklingen i Haparanda 1960–2020 | Befolkningsutvecklingen i Haparanda 1960–2020 | Befolkningsutvecklingen i Haparanda 1960–2020 |
| ----------------------------------------------------------- | --------------------------------------------- | --------------------------------------------- | --------------------------------------------- | --------------------------------------------- |
|                                                             |                                               |                                               |                                               |                                               |
| År                                                          |                                               |                                               | Folkmängd                                     | Areal (ha)                                    |
| 1960                                                        | 1960                                          |                                               | 3 358                                         | 242                                           |
| 1965                                                        | 1965                                          |                                               | 3 948                                         | 248                                           |
| 1970                                                        | 1970                                          |                                               | 4 246                                         |                                               |
| 1975                                                        | 1975                                          |                                               | 5 031                                         |                                               |
| 1980                                                        | 1980                                          |                                               | 5 855                                         |                                               |
| 1990                                                        | 1990                                          |                                               | 6 719                                         | 553                                           |
| 1995                                                        | 1995                                          |                                               | 4 959                                         | 394                                           |
| 2000                                                        | 2000                                          |                                               | 4 767                                         | 394                                           |
| 2005                                                        | 2005                                          |                                               | 4 778                                         | 397                                           |
| 2010                                                        | 2010                                          |                                               | 4 856                                         | 443                                           |
| 2015                                                        | 2015                                          |                                               | 6 679                                         | 593                                           |
| 2020                                                        | 2020                                          |                                               | 6 583                                         | 615                                           |
| Anm.: Marielund utbruten 1995, åter del av Haparanda 2015.* |                                               |                                               |                                               |                                               |

* För befolkningsutveckling före 1960, se Haparanda stad.

## Kultur

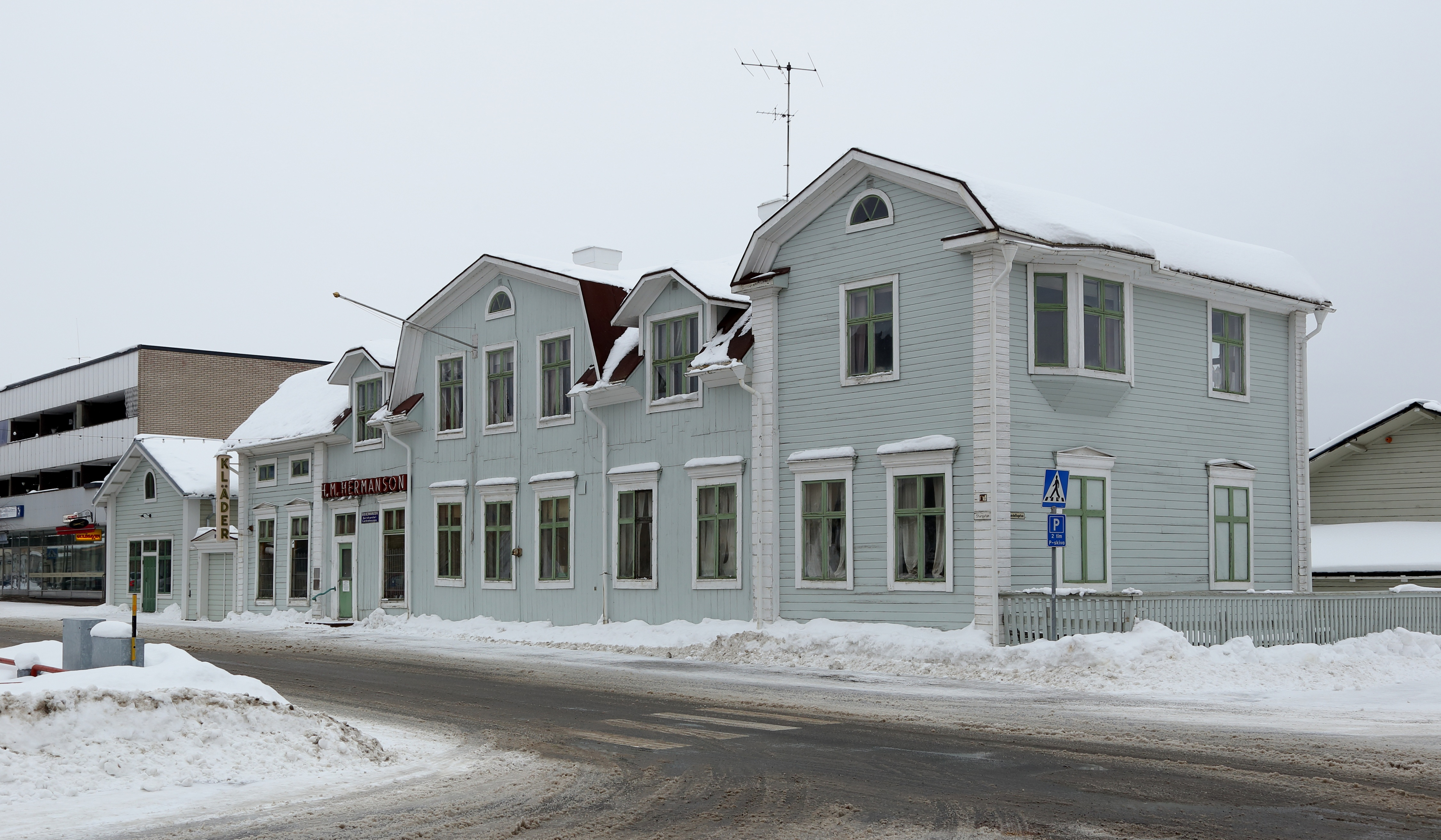
HM Hermansons Handelshus på Storgatan i Haparanda. Byggnaden stod färdig år 1832.

I Haparanda finns det bibliotek, camping, elljusspår, ungdomsgård, simhall, och en skärgård med många öar.1967 färdigställdes Haparandas simhall, och året därefter invigdes sporthallen som är sammanbyggd med simhallen. 2020 stängdes badhuset på grund av fuktskador, och 2021 är det fortfarande stängt.
Vid gränsen ligger också EU-parken där det bland annat finns en minigolfbana.

### Haparanda Folkets hus
Ett Folkets hus finns i Haparanda sedan 1942 eller tidigare där bland annat konferenser, dans, teater och föreläsningar anordnas med mera. Här finns även Haparandas biograf.

## Bilder

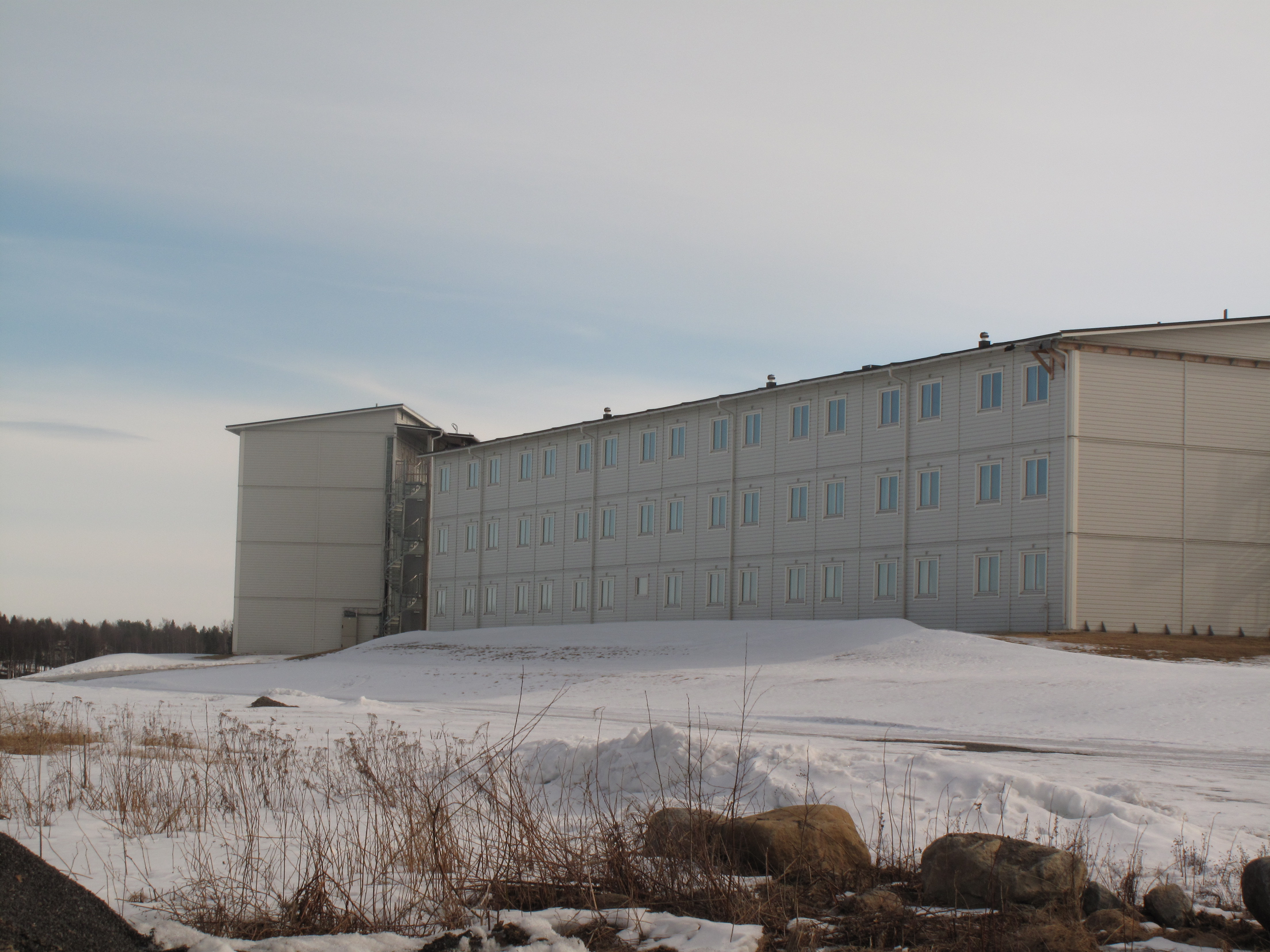
Cape East spahotell i Haparanda
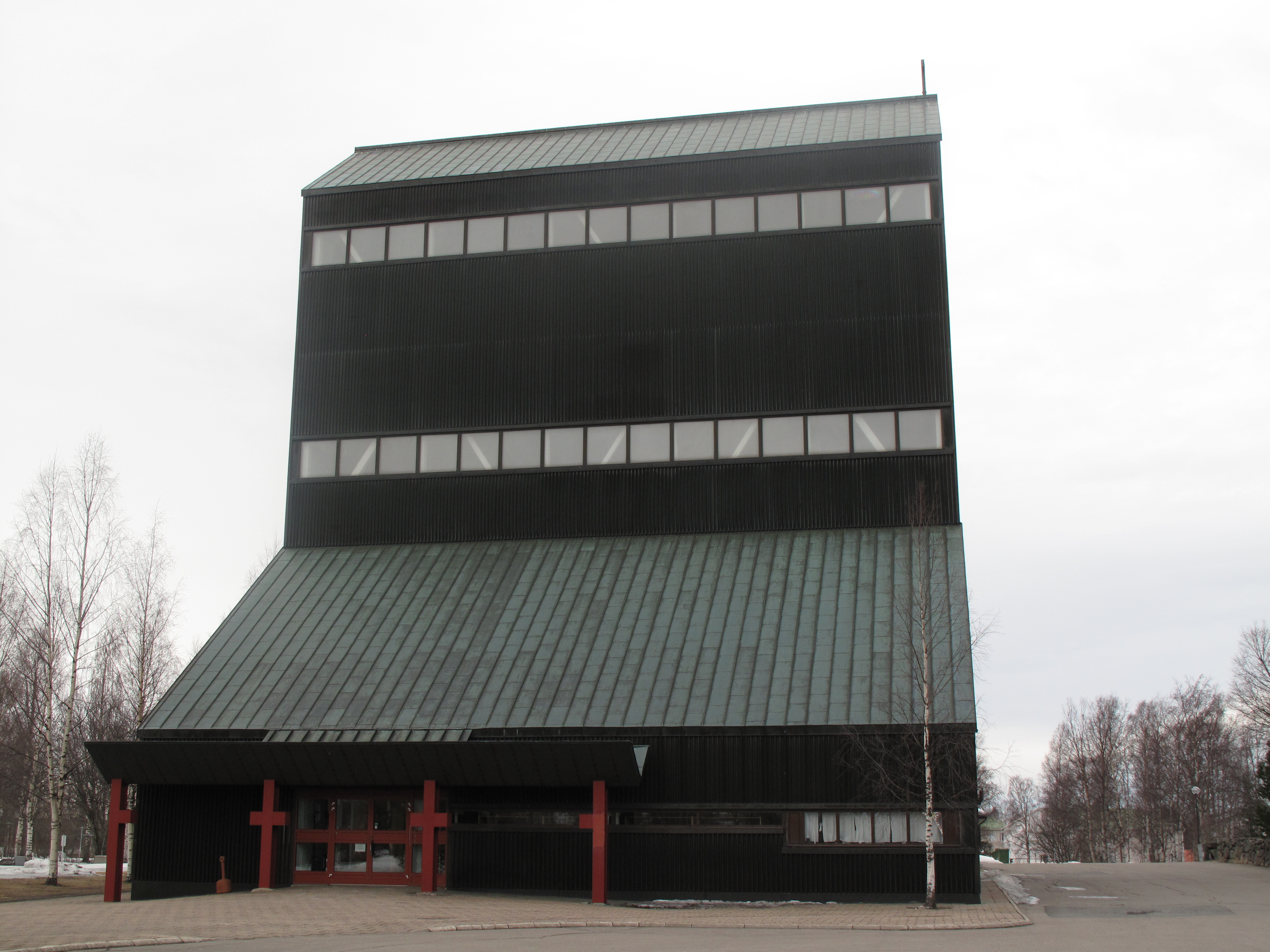
Haparanda kyrka
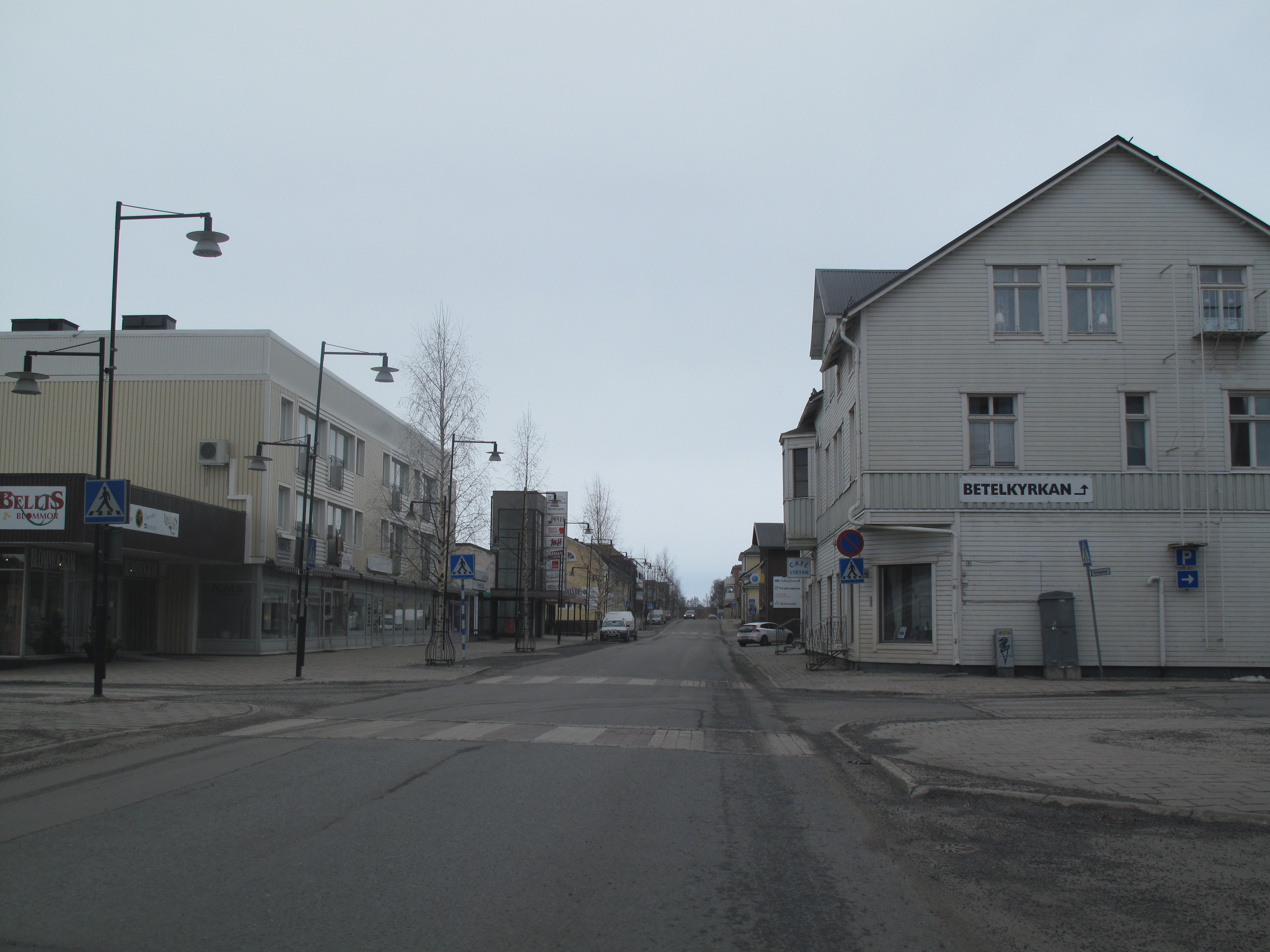
Gamla centrumet i Haparanda
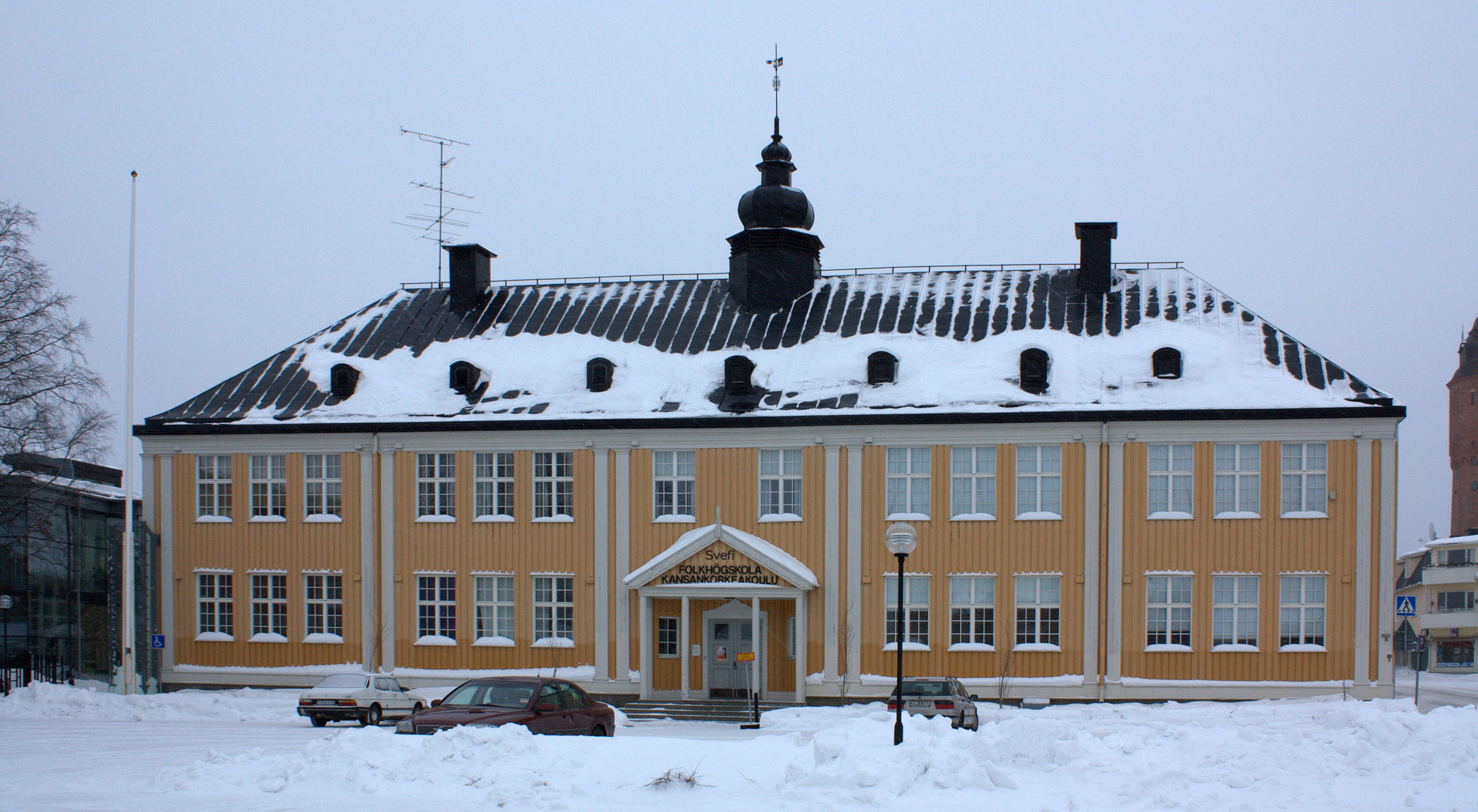
Sverigefinska folkhögskolan
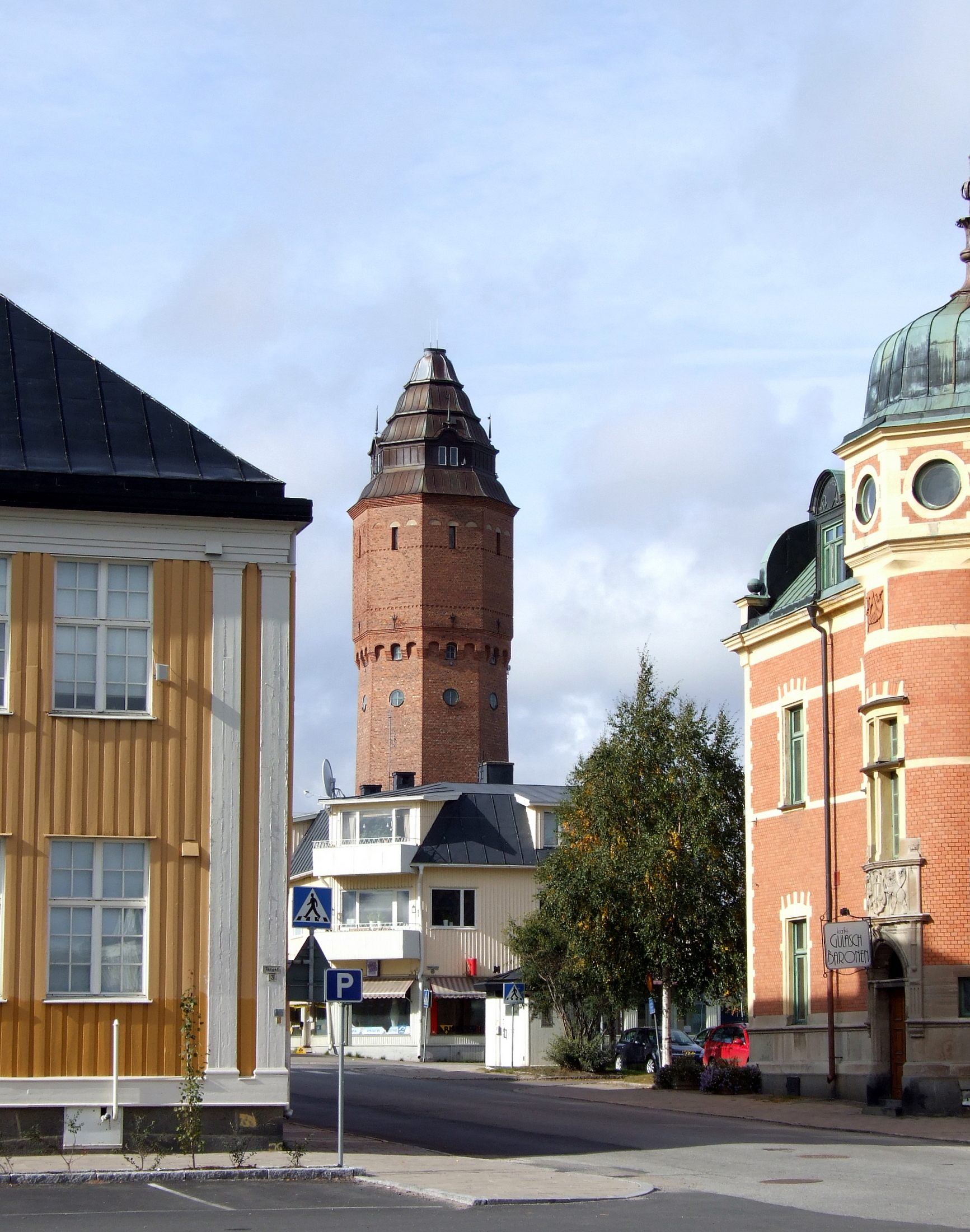
Gamla vattentornet
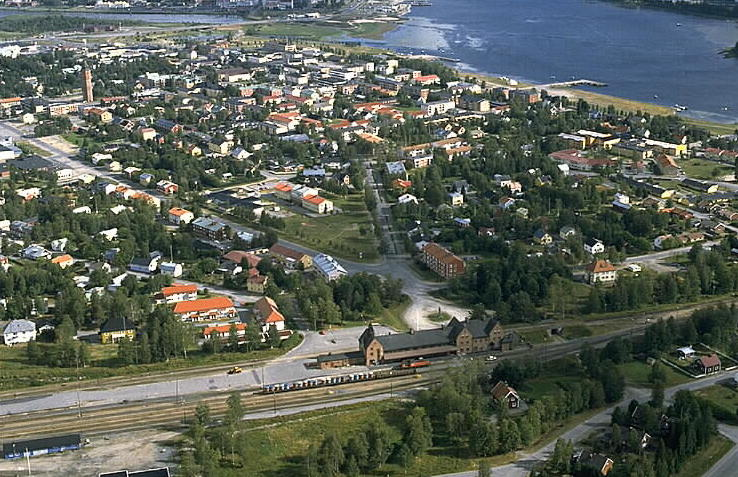
Flygfoto över Haparanda från 1994.